# Energia alimentar
A energia alimentar, valor energético ou valor calórico dos alimentos é a quantidade de energia na comida que é disponível ao organismo para fins de seu metabolismo.
Os valores para a energia alimentar são normalmente expressados em calorias; mais precisamente, em calorias "grandes", ou quilocalorias (kcal).  Elas podem também ser expressadas em joules (J) ou quilojoules (kJ).  
O ser humano, bem como a maioria dos animais, absorve uma parte do alimento por meio da digestão.  O corpo extrai energia das substâncias absorvidas pelo proceso de respiração celular, que as combina com oxigênio do ar produzindo água, dióxido de carbono, e outros subprodutos, como uréia. Essa oxidação liberta energia que o corpo usa para produzir outras substâncias necessárias a seu funcionamento (como ATP), para manter a temperatura interna, e para acionar os músculos que sustentam e movimentam o corpo.
As primeiras tentativas de medir a energia alimentar eram baseadas na combustão do alimento seco em um calorímetro.  Esse processo super-estima o valor energético pois a combustão consome inclusive as partes dos alimentos que não são digeridas, como fibras e óleos essenciais.  Medidas mais diretas do conteúdo energético foram desenvolvidas por Wilbur Olin Atwater por volta de 1887.

## Tabela de calorias de alguns alimentos
| Alimentos               | Quantidade              | kcal |
| ----------------------- | ----------------------- | ---- |
| Alcatra frita           | 2 fatias (100 g)        | 235  |
| Bacon frito             | 2 cubos (60 g)          | 396  |
| Costeleta de porco      | 2 unidades (100 g)      | 483  |
| Apresuntado             | 1 fatia (15 g)          | 22   |
| Mortadela               | 1 fatia fina (15 g)     | 41   |
| Salaminho               | 1 fatia pequena (2,5 g) | 18   |
| Camarão frito           | 1 porção (100 g)        | 310  |
| Casquinha de Siri       | 1 unidade (200 g)       | 413  |
| Lula cozida             | 1 pires de chá (100 g)  | 93   |
| Abacaxi                 | 1 fatia (80 g)          | 50   |
| Figo maduro             | 1 unidade (50 g)        | 68   |
| Maçã vermelha           | 1 unidade (130 g)       | 85   |
| Alface                  | 2 folhas (20 g)         | 4    |
| Brócolis                | 1 pires de chá (80 g)   | 23   |
| Cebola                  | 1 unidade (70 g)        | 32   |
| Pão francês             | 1 unidade (50 g)        | 135  |
| Pão de queijo           | 1 unidade (20 g)        | 68   |
| Pão integral de trigo   | 1 fatia(100 g)          | 261  |
| Lasanha                 | 1 porção (100 g)        | 139  |
| Macarrão à carbonara    | 1 prato (100 g)         | 362  |
| Pizza quatro queijos    | 1 fatia (140 g)         | 432  |
| Cerveja                 | 1 lata de 350 ml        | 147  |
| Champanhe               | 1 taça de 125 ml        | 85   |
| Uísque                  | 1 dose de 100 ml        | 240  |
| Refrigerante de Cola    | 1 lata de 350 ml        | 137  |
| Refrigerante de Guaraná | 1 copo de 240 ml        | 75   |
| Refrigerante de Limão   | 1 lata de 350 ml        | 115  |
| Leite condensado        | 1 lata (395 g)          | 1300 |
| Biscoito recheado       | 1 pacote de 140 g       | 700  |

## Gasto de quilocalorias em atividades
| Atividade           | Quilocalorias gastas em 1 hora |
| ------------------- | ------------------------------ |
| Andar 5 km/h        | 350                            |
| Correr              | 800                            |
| Ficar sentado       | 70                             |
| Tomar banho         | 300                            |
| Varrer              | 250                            |
| Lavar roupa         | 200                            |
| Dormir              | 60                             |
| Escovar os dentes   | 250                            |
| Jogar futebol       | 550                            |
| Ler                 | 80                             |
| Assistir TV         | 70                             |
| Jogar videogame     | 150                            |
| Pedalar             | 450                            |
| Cantar              | 150                            |
| Falar               | 100                            |
| Comer sentado       | 100                            |
| Nadar               | 500                            |
| Amamentar           | 100                            |
| Usar o computador   | 120                            |
| Pentear o cabelo    | 250                            |
| Rir                 | 90                             |
| Usar o telefone     | 200                            |
| Bater palma         | 120                            |
| Meditar             | 50                             |
| Beber água          | 80                             |
| Subir/descer escada | 670                            |
| Passar roupa        | 250                            |
| Dançar              | 400                            |
| Fazer comida        | 250                            |
| Brincar             | 200                            |

## Cálculo de calorias em alimentos
- Os carboidratos e as proteínas possuem 4 kcal/g de energia.
- Os lipídios possuem 9 kcal/g.
- O álcool fornece 7 kcal/g.

Para fazer o cálculo de quilocalorias (kcal) em alimentos basta multiplicar o peso/g de carboidratos e proteínas por 4, e o peso/g dos lipídios por 9.
Exemplo: Considerando que os valores de um alimento são: CHO=13,23g Proteínas=2,3g Lipídios=2,35g
Então o cálculo de quilocalorias é:
(13,23+2,3)*4=62,12
2,35*9=21,15
62,12 + 21,15 = 83,27
Total= 83,27 kcal
Apesar de existirem cálculos fixos para cada alimento, existem variações na quantidade de energia recebida por eles. A começar pelo próprio alimento: vegetais, dentro da mesma espécie, podem apresentar variações que alteram a energia disponível. Isso acontece porque a parede celular pode variar em mais ou menos espessa, o que altera a absorção do nutriente. Além disso, o tempo de cozimento também pode influenciar na disponibilidade energética.
O organismo que está consumindo o nutriente também pode alterar a quantidade calórica. Isso significa que para duas pessoas que consumam um mesmo alimento, a quantidade de calorias absorvidas é diferente, pois cada organismo possui características únicas, e estas  dependem da ascendência de cada população. Russos, por exemplo, possuem intestinos maiores do que italianos, o que significa que os alimentos percorrem um caminho mais longo no corpo dos russos, resultando em mais calorias absorvidas. A quantidade e os tipos de enzimas que cada pessoa possui também variam.
Amilase e lactase são enzimas importantes no processo digestório, e suas quantidades variam de pessoa para pessoa, resultando em maior ou menor absorção nutricional. A microbiota, ou seja, os microrganismos que habitam nosso corpo, são atuantes no sistema digestivo, como as bactérias. Além disso, certas populações possuem bactérias específicas para diferentes tipos de comida, resultado de anos de evolução alimentar em relação ao estilo de comer de diferentes civilizações humanas. A microbiota dos japoneses, por exemplo, possui espécies de micróbios com maior capacidade de quebrar algas. Isto significa que um japonês adquire mais calorias comendo algas do que um europeu ou um estadunidense.